# Ge-Sprachen
Die Ge-Sprachen (Aussprache: [ʒeː], mit Akzent: Gê-Sprachen, auch: Jê-Sprachen), stellen eine indigene amerikanische Sprachfamilie dar, die überwiegend in den Regionen Nordeste, Sudeste und Centro-Oeste Brasiliens verbreitet ist und aus 13 Einzelsprachen besteht.

## Gliederung
- Nordwest-Gruppe:
  - Apinayé [apn]
  - Timbira-Gruppe:
    - nördliche Timbira
      - Timbira von Araparytiua am Rio Gurupi
      - Kreye von Bacabal am Rio Mearim
      - Kukoekamekra von Bacabal am Rio Mearim

    - südliche Timbira
      - Gavião, Pará [gvp]
        - Parkateye
        - Kyikateye

      - Kreye [xre]
      - Krikati-Pukobye
        - Krikati-Timbira [xri] ob Rio Pindare
        - Pukobye ob Rio Pindare

      - Krepumkateje Rio Grajau
      - Cakamekra mittl Rio Mearim
      - Canela [ram]
        - Ramkokamekra ob Rio Mearim
        - Apanyekra ob Rio Mearim
        - Kenkateye ob Rio Mearim

      - Porekamekra Rio Tocantins südl Kreye und Krikati-Pukobye
      - Krahô [xra] Rio Tocantins südl Porekamekra
        - Kenpokateje
        - Makamekra

  - Kayapó (Mebengokre) [txu]
    - Ira-amraire
    - Xikrin
    - Gorotire
      - Mekragnoti
        - Metuktire (Txucarramae)

  - Suyá [suy]
    - Tapanhona
    - Yaruma

  - Südliche Kayapo
    - Kreen-Akarore [kre]
- Zentral-Gruppe:
  - Acroá [acs]
    - Acroá nördl.
    - Acroà südl.
    - Guegué

  - Acua-Gruppe:
    - Xavánte [xav]
    - Xerénte [xer]
    - Xakriabá [xkr]
- Ingain
  - Kimda
- Süd-Gruppe:
  - Xokleng [xok]
  - Kaingang
    - Nördl. - Rio Tiete, São Paulo [zkp]
    - Östl. (Nhakfáteitei) - Rio Paranapanema, Sao Paulo [zkp]
    - Zentr. - zw Rio Ivaí und Tiquié, Paraná [kgp]
    - Südl. (Iñacoré) - Rio Grande do Sul [kgp]

Die sprecherreichsten Sprachen sind Kaingang mit 18.000, Xavante mit 9600 und Kayapo mit 7000 Muttersprachlern. Acroá ist bereits ausgestorben. Xakriabá galt bislang als ausgestorben, wohingegen eine Angehörige der Gruppe, Célia Xakriabá, angibt, die Sprache lebe noch.
Die Ge-Sprachen lassen sich zu einer größeren genealogischen Gruppe erweitern, die als Macro-Ge bezeichnet wird.

## Sprachliche Charakteristik
Das Canela (Timbira-Gruppe, s. o.) ist eine Sprache mit der Grundwortstellung Subjekt-Objekt-Verb (SOV) und kennt aktivische, akkusativische und ergativische Satzkonstruktionen, daneben auch Experiens-Konstruktionen. Die Kasus werden vorwiegend durch Postpositionen bezeichnet.